# Rainer Jakobs
Rainer Jakobs (* 1. Februar 1957) ist ein ehemaliger deutscher Fußballspieler. Der Offensivspieler lief für den Wuppertaler SV und Rot-Weiß Oberhausen in der 2. Bundesliga auf.

## Sportlicher Werdegang
Jakobs lief ab 1978 für den Wuppertaler SV auf, dabei schwankte er unter Trainer Bernd Hoss zwischen Startformation und Ersatzbank – in der Spielzeit 1978/79 stand er somit bei 27 Saisoneinsätzen in 15 Spielen bei Anpfiff auf dem Spielfeld. Zu Beginn der folgenden Spielzeit häufiger eingesetzt rückte er nach einem Trainerwechsel zu Ex-WSV-Spieler Rolf Müller Anfang November 1979 ins zweite Glied, erst nach der Übernahme durch Heinz Lucas stand er wieder vermehrt auf dem Feld. Am Ende der Spielzeit 1979/80 stieg er mit der Mannschaft um Erich Miß, Vladimir Kovačić, Lothar Dupke, Antoine Fagot und Peter Redder jedoch in die drittklassige Oberliga Nordrhein ab. Anschließend übernahm erneut Müller das Traineramt, in der Oberliga-Spielzeit 1980/81 führte er den Klub zum dritten Tabellenplatz und dem Sieg im Niederrheinpokal, als der Kevelaerer SV im Endspiel besiegt wurde. 
Im Sommer 1981 wechselte Jakobs innerhalb der Oberliga zum Zweitligaabsteiger Rot-Weiß Oberhausen. Nach einem vierten Rang im ersten Jahr gewann er mit der Mannschaft die Oberliga-Meisterschaft 1982/83, in der Aufstiegsrunde ließ der vormalige Bundesligist den Mitaufsteiger SC Charlottenburg, SC Eintracht Hamm und den FC St. Pauli hinter sich und kehrte in die Zweitklassigkeit zurück. Hier war er zeitweise Stammspieler, als der Klub in der Spielzeit 1983/84 auf dem letzten Nicht-Abstiegsplatz die Klasse hielt. An der Seite von Manfred Burgsmüller, Wolfgang Kleff, Michael Brocker, Theo Schneider und Hans-Jürgen Wloka belegte er in der folgenden Spielzeit den 12. Tabellenplatz.
Jakobs kehrte 1986 zum Wuppertaler SV zurück, der unter Präsident und Mäzen Dieter Buchmüller mit dessen Firma RWFK als Hauptsponsor und entsprechend statt in Vereinsfarben in orange-blauen Jerseys die Rückkehr in die 2. Bundesliga anstrebte. Nach einer Spielzeit an der Seite von Ferenc Schmidt, Günter Habig, Carsten Pröpper, Josef Machulla und Wolfgang Schreiner unter Trainer Müller in der Oberliga verliert sich seine Spur.